# North American Soccer League 1980
Il campionato NASL del 1980, il 13° della serie, presentò per la prima volta alla sua partenza tutte le compagini della stagione precedente senza neppure cambi di nome e di città. Non vi furono neppure cambiamenti nella formula, ormai consolidata.
Per la quarta volta si laurearono campioni i New York Cosmos.

## Formula
Come nella stagione precedente, le 24 squadre vennero divise in due grandi conference, la National Conference e la American Conference. Le due conference furono a loro volta ripartite in tre divisioni, orientale, centrale e occidentale. I turni che seguirono alla regular season furono:
- Conference Quarterfinals (ottavi di finale per il titolo NASL): da disputarsi, per ogni conference, tra le otto squadre che avevano riportato i migliori punteggi, indipendentemente dalla divisione di appartenenza.
- Conference Semi-Finals (quarti di finale per il titolo NASL): Da disputarsi tra le vincenti del turno precedente.
- Conference Championship (semifinale per il titolo): Da disputarsi tra i vincitori delle semifinali di ciascuna conference. Il presente e i due turni precedenti si disputarono con il meccanismo della gara doppia di andata e ritorno con diritto per la miglior piazzata durante la regular season di giocare la gara di ritorno in casa. In caso di una vittoria per parte, indipendentemente dalla differenza reti tra i due incontri, fu previsto uno spareggio agli shootout da disputarsi in coda alla gara di ritorno.
- Soccer Bowl (finale per il titolo). Da disputarsi tra le due campioni di conference in gara unica in campo neutro a Washington, D.C..

## Punteggio
- 6 punti per la vittoria;
- 0 punti per la sconfitta;
- 1 punto supplementare per ogni goal segnato durante un incontro, fino a un massimo di 3

## Squadre partecipanti
NATIONAL CONFERENCE
- Eastern Division: New York Cosmos, Rochester Lancers, Toronto Metros-Croatia, Washington Diplomats
- Central Division: Atlanta Chiefs, Dallas Tornado, Minnesota Kicks, Tulsa Roughnecks
- Western Division: Los Angeles Aztecs, Portland Timbers, Seattle Sounders, Vancouver Whitecaps

AMERICAN CONFERENCE
- Eastern Division: Fort Lauderdale Strikers, New England Tea Men, Philadelphia Fury, Tampa Bay Rowdies
- Central Division: Chicago Sting, Detroit Express, Houston Hurricane, Memphis Rogues
- Western Division: California Surf, Edmonton Drillers, San Diego Sockers, San Jose Earthquakes

## Classifiche

### Regular Season

#### National Conference

##### Eastern Division
|  | Squadra    | V  | P  | GF | GS | PT  |
|  | ---------- | -- | -- | -- | -- | --- |
|  | New York   | 24 | 8  | 87 | 41 | 213 |
|  | Washington | 17 | 15 | 72 | 61 | 159 |
|  | Toronto    | 14 | 18 | 49 | 65 | 128 |
|  | Rochester  | 12 | 20 | 42 | 67 | 109 |

##### Central Division
|  | Squadra   | V  | P  | GF | GS | PT  |
|  | --------- | -- | -- | -- | -- | --- |
|  | Dallas    | 18 | 14 | 57 | 58 | 157 |
|  | Minnesota | 16 | 16 | 66 | 56 | 147 |
|  | Tulsa     | 15 | 17 | 56 | 62 | 139 |
|  | Atlanta   | 7  | 25 | 34 | 84 | 74  |

##### Western Division
|  | Squadra     | V  | P  | GF | GS | PT  |
|  | ----------- | -- | -- | -- | -- | --- |
|  | Seattle     | 25 | 7  | 74 | 31 | 207 |
|  | Los Angeles | 20 | 12 | 61 | 52 | 174 |
|  | Vancouver   | 16 | 16 | 52 | 47 | 139 |
|  | Portland    | 15 | 17 | 50 | 53 | 133 |

#### American Conference

##### Eastern Division
|  | Squadra        | V  | P  | GF | GS | PT  |
|  | -------------- | -- | -- | -- | -- | --- |
|  | Tampa Bay      | 19 | 13 | 61 | 50 | 168 |
|  | Ft. Lauderdale | 18 | 14 | 61 | 55 | 163 |
|  | New England    | 18 | 14 | 54 | 56 | 154 |
|  | Philadelphia   | 10 | 22 | 42 | 68 | 98  |

##### Central Division
|  | Squadra | V  | P  | GF | GS | PT  |
|  | ------- | -- | -- | -- | -- | --- |
|  | Chicago | 21 | 11 | 80 | 50 | 187 |
|  | Houston | 14 | 18 | 56 | 69 | 130 |
|  | Detroit | 14 | 18 | 51 | 52 | 129 |
|  | Memphis | 14 | 18 | 49 | 57 | 126 |

##### Western Division
|  | Squadra              | V  | P  | GF | GS | PT  |
|  | -------------------- | -- | -- | -- | -- | --- |
|  | Edmonton             | 17 | 15 | 58 | 51 | 149 |
|  | California           | 15 | 17 | 61 | 67 | 144 |
|  | San Diego            | 16 | 16 | 53 | 51 | 140 |
|  | San Jose Earthquakes | 9  | 23 | 45 | 68 | 95  |

### Ottavi di finale (Conference Quarterfinals)
|                      |   |                         | And.  | Rit.  | Shootout |                     |
| Minnesota Kicks      | - | Dallas Tornado          | 0 - 1 | 0 - 2 |          | 27 e 30 agosto 1980 |
| San Diego Sockers    | - | Chicago Sting           | 2 - 1 | 2 - 3 | 2 - 1    | 27 e 30 agosto 1980 |
| Tampa Bay Rowdies    | - | New England Tea Men     | 1 - 0 | 4 - 0 |          | 27 e 30 agosto 1980 |
| Vancouver Whitecaps  | - | Seattle Sounders        | 1 - 2 | 1 - 3 |          | 27 e 30 agosto 1980 |
| Washington Diplomats | - | Los Angeles Aztecs      | 1 - 0 | 1 - 2 | 0 - 2    | 27 e 30 agosto 1980 |
| Houston Hurricane    | - | Edmonton Drillers       | 1 - 2 | 1 - 0 | 0 - 1    | 27 e 31 agosto 1980 |
| California Surf      | - | Ft. Lauderdale Strikers | 1 - 2 | 2 - 0 | 0 - 1    | 28 e 31 agosto 1980 |
| Tulsa Roughnecks     | - | New York Cosmos         | 1 - 3 | 1 - 8 |          | 28 e 31 agosto 1980 |

### Quarti di finale (Conference Semi-Finals)
|                    |   |                         | And.  | Rit.  | Shootout |                      |
| Los Angeles Aztecs | - | Seattle Sounders        | 3 - 0 | 0 - 4 | 2 - 1    | 3 e 5 settembre 1980 |
| Edmonton Drillers  | - | Ft. Lauderdale Strikers | 0 - 1 | 3 - 2 | 0 - 3    | 3 e 6 settembre 1980 |
| Dallas Tornado     | - | New York Cosmos         | 2 - 3 | 3 - 0 | 0 - 3    | 3 e 7 settembre 1980 |
| San Diego Sockers  | - | Tampa Bay Rowdies       | 6 - 3 | 0 - 6 | 2 - 1    | 4 e 7 settembre 1980 |

### Semifinali (Conference Finals)
|                    |   |                         | And.  | Rit.  | Shootout |                        |
| San Diego Sockers  | - | Ft. Lauderdale Strikers | 1 - 2 | 4 - 2 | 0 - 3    | 11 e 13 settembre 1980 |
| Los Angeles Aztecs | - | New York Cosmos         | 1 - 2 | 1 - 3 |          | 11 e 13 settembre 1980 |

### Finale (Soccer Bowl '80)
| 21 settembre 1980 | New York Cosmos | 3 – 0 | Ft. Lauderdale Strikers | Washington, D.C., RFK Stadium |
| 21 settembre 1980 |                 |       |                         | Washington, D.C., RFK Stadium |